# Albazinci
Albazinci (rusky албазинцы, čínsky 阿尔巴津人 – pchin-jin āěrbājīnrén, v české transkripci a-er-pa-ťin-žen) je skupina přibližně 250 potomků ruských kozáků, která žije v Číně.

## Historie
Albazinci jsou potomci asi 50 kozáků z Albazina, ruské pevnosti na řece Amur. Albazino bylo založeno v roce 1651. V roce 1685 na něj úspěšně zaútočil čínský císař Kchang-si, kterému se nelíbilo ruské pronikání do údolí Amuru. Většina obyvatel dobytého Albazina odešla do Něrčinsku. Část kozáků a jejich rodin odešla s dobyvateli do Pekingu, kde jim Kchang-si přidělil sídlo na severovýchodním okraji Pekingu, u městských hradeb.
Z Albazinců byla vytvořena zvláštní vojenská jednotka císařské gardy. Ruská příjmení Jakovlev, Dubinin a Romanov byla sinizována na Jao (姚), Tu (杜) a Lo (罗). Albazinci do dnešní doby vyznávají pravoslaví, postupně však ztratili svou znalost ruštiny a sinizovali se.